# Chvalovice (Moravia meridionale)
Chvalovice (in tedesco Kallendorf) è un comune della Repubblica Ceca facente parte del distretto di Znojmo, in Moravia Meridionale.